# Saitis splendidus
Saitis splendidus là một loài nhện trong họ Salticidae.
Loài này thuộc chi Saitis. Saitis splendidus được Charles Athanase Walckenaer miêu tả năm 1837.